# Фішер Йосип Залманович
Йосип Залманович Фішер (24 лютого 1919, Мінськ — 25 травня 1995, Одеса) — український радянський фізик-теоретик.
Професор Білоруського державного університету та Одеського національного університету імені І. І. Мечникова, завідувач кафедри теоретичної фізики фізичного факультету Одеського університету.
Основні роботи належать до статистичної теорії рідин та фізики критичних явищ у рідинах. Створив лагранжеву теорію теплових гідродинамічних флуктуацій.

## Основні наукові досягнення
Тематика наукових досліджень І. З. Фішера охоплює практично всі питання фізики рідкого стану другої половини 20-го століття, а також ряд питань теорії гравітації:
- статистична теорія об'ємних і поверхневих властивостей простих рідин;
- теорія критичних явищ у рідинах і розчинах;
- природа аномальних властивостей води і теорія гідратації;
- поведінку домішок у рідкому гелії;
- теорія теплових гідродинамічних флуктуацій, лагранжева теорія теплових гідродинамічних флуктуацій;
- теорія кінетичних коефіцієнтів в рідинах, зокрема, теорія колективного переносу;
- особливості теплового дрейфу броунівським частинок;
- теорія молекулярного розсіювання світла в рідинах і газах;
- властивості систем із кулонівською взаємодією: плазма, рідкі метали, напівпровідники;
- гравітаційні ефекти в теорії скалярного поля;
- гравітаційні ефекти в теорії електрона Борна-Інфельда;
- макроскопічна форма рівнянь гравітаційного поля.

## Вшанування пам'яті
У місті Одеса перейменували 4-ту вулицю Суворовську на вулицю Йосипа Фішера.